# Bahía de Maunalua

La bahía de Maunalua está en el sur del este de Honolulu (rojo)

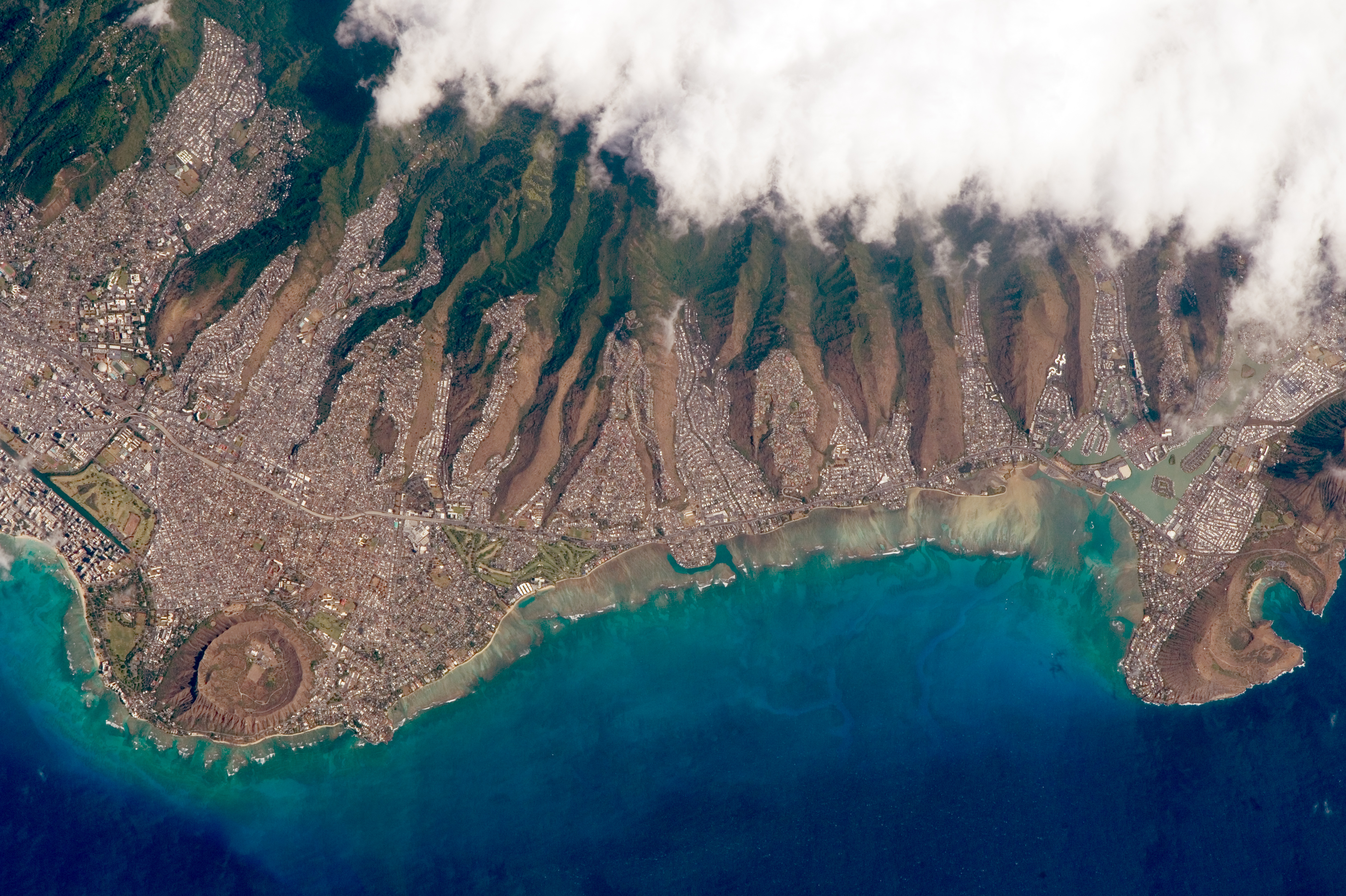
bahía de Maunalua (2016)

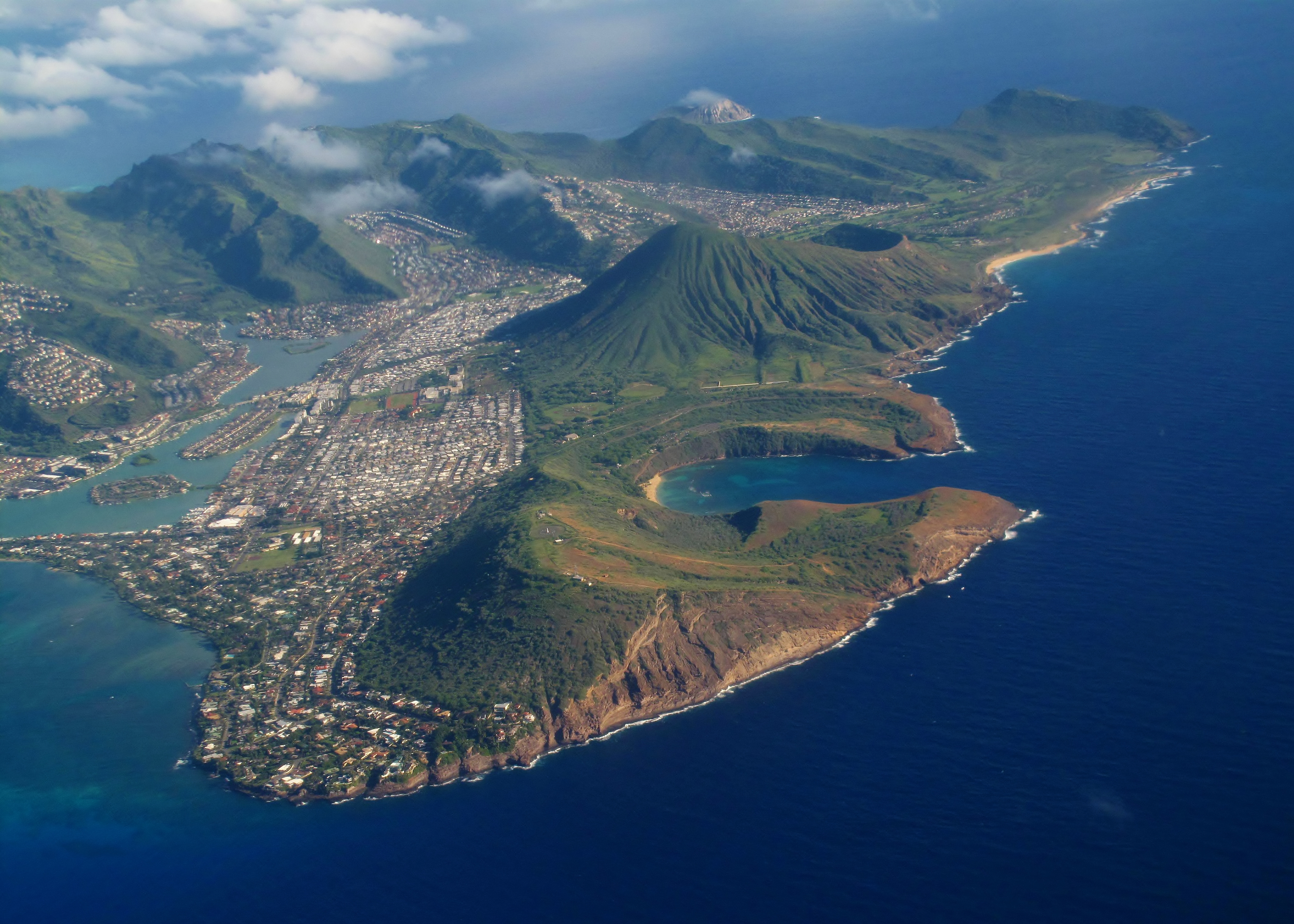
Hawái Kai, Portlock, Koko Head, la bahía de Hanauma y Koko Cráter

La bahía de Maunalua es una bahía oceánica situada al sureste de Honolulu, la capital de Hawái. La bahía se extiende a lo largo de unos diez kilómetros desde el extremo sur de Diamond Head, llamado Black Point, también conocido como Kupikipikio, en el oeste, hasta Portlock Point, también conocido como Kwaihoa Point, en el este.
En el lado de tierra, al este de Diamond Head está el suburbio de lujo de Kahala. Le siguen varios suburbios situados en las laderas, como Loa Ridge, una urbanización cerrada que reclama toda una ladera para sí. Al este se encuentra el suburbio de Hawái Kai, construido tras la Segunda Guerra Mundial en torno a los estanques de pesca por el industrial Henry J. Kaiser, y que alberga un puerto deportivo, centros comerciales, incluida una sucursal de Costco, y numerosos restaurantes, como el conocido Roy's y una sucursal de Hawaiian Brewing Co. En el promontorio que conduce a Koko Head se encuentra el suburbio de Portlock, que se cuenta como parte de Hawái Kai.
El Nombre de Maunalua (de Mauna = montaña, y elua = dos, en el lenguaje de la Polinesia nativos) se refiere a la designación de la zona alrededor de Hawái Kai en el momento de la colonización de la Polinesia. Las montañas aquí son el Koko Head de 196 metros de altura tierra adentro desde Portlock Point y el cráter Koko, a unos tres kilómetros y medio al este de la bahía de Hanauma, cuyas paredes se elevan a 368 metros.
Según la leyenda, Maunalua fue uno de los primeros asentamientos cuando los primeros habitantes de la Polinesia llegaron a Hawái alrededor del siglo XII. Originalmente vivían allí de la pesca y del cultivo de batatas.

## Imágenes

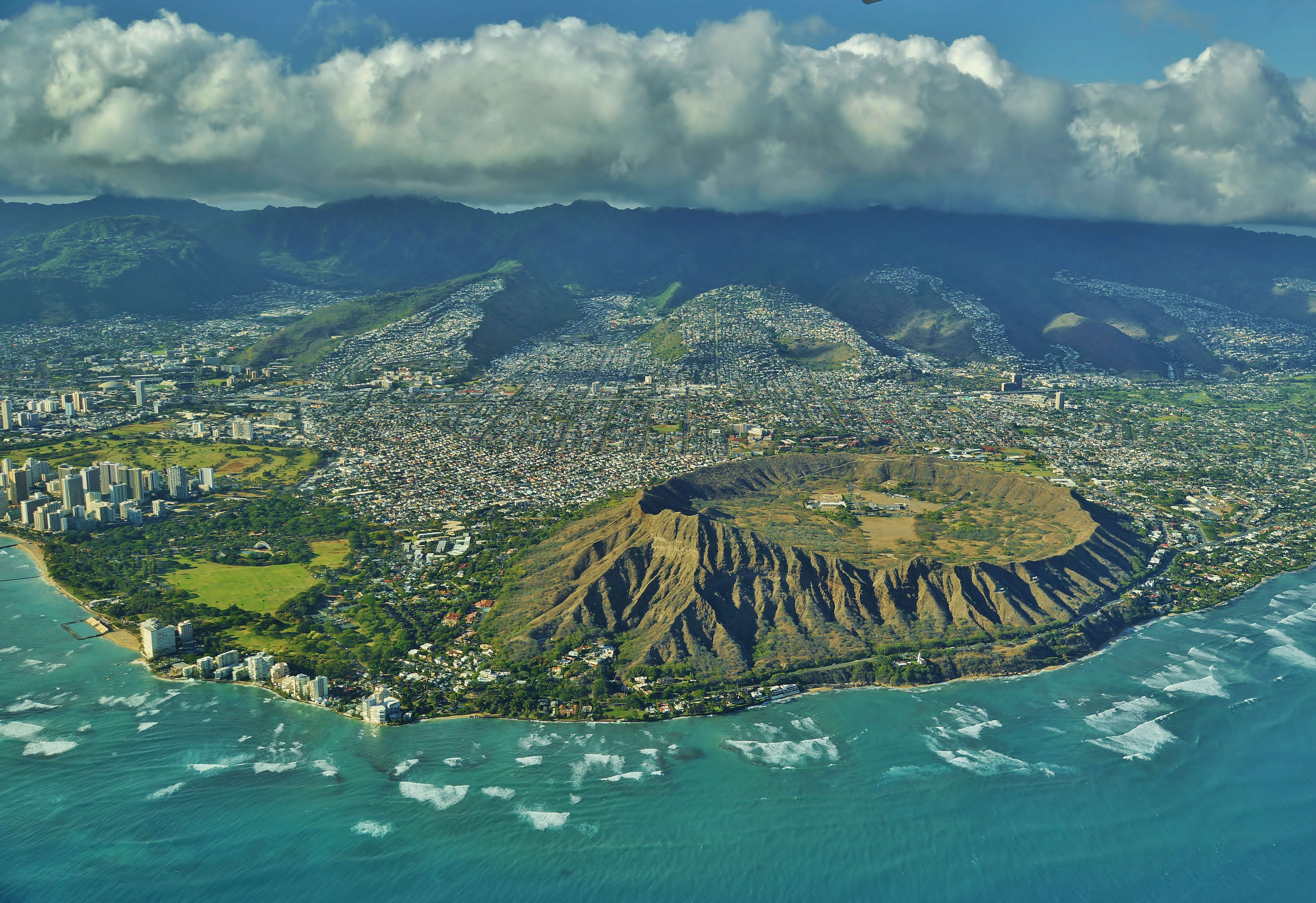
Diamond Head
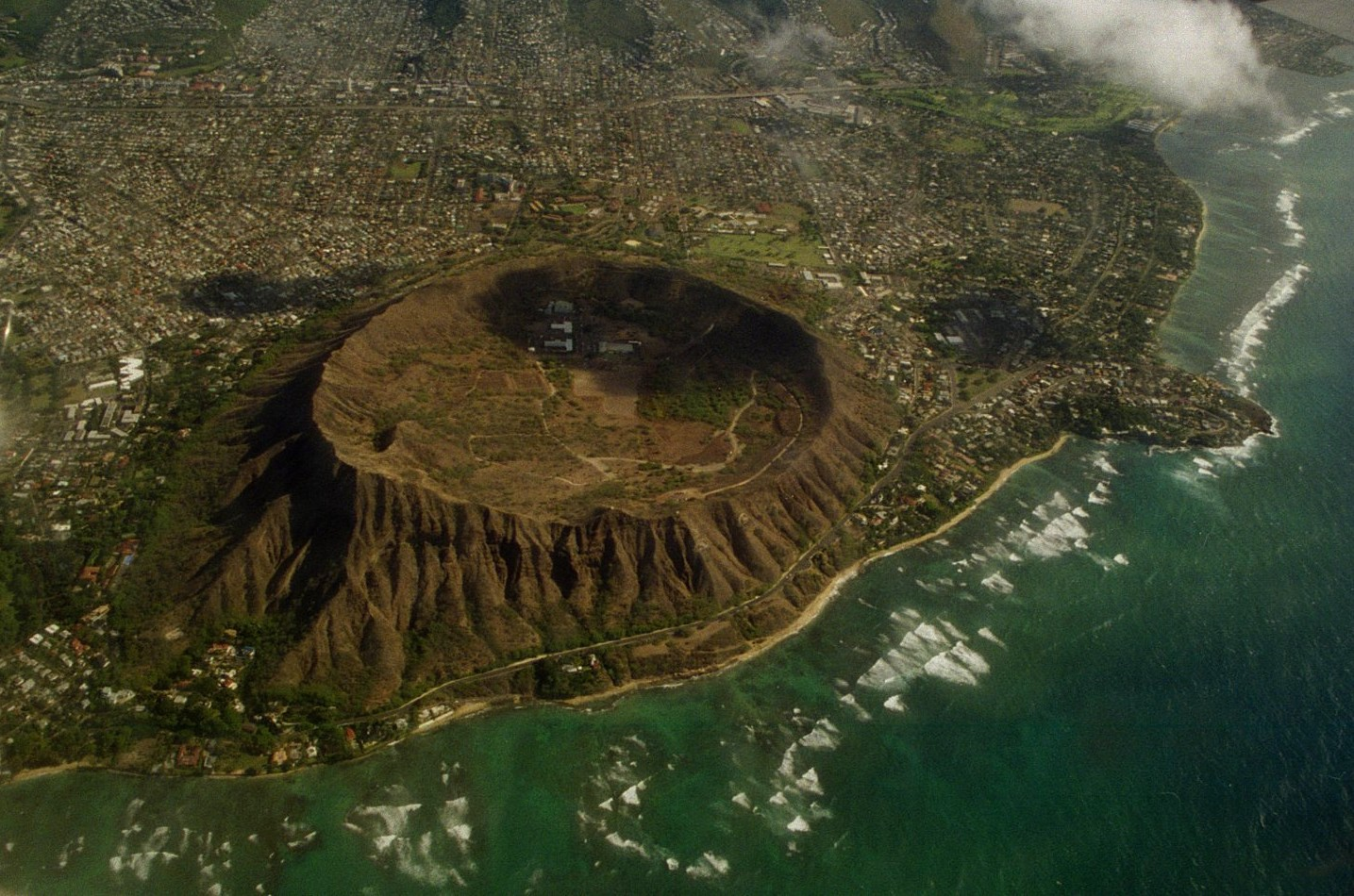
Cráter Diamond Head, Oahu.
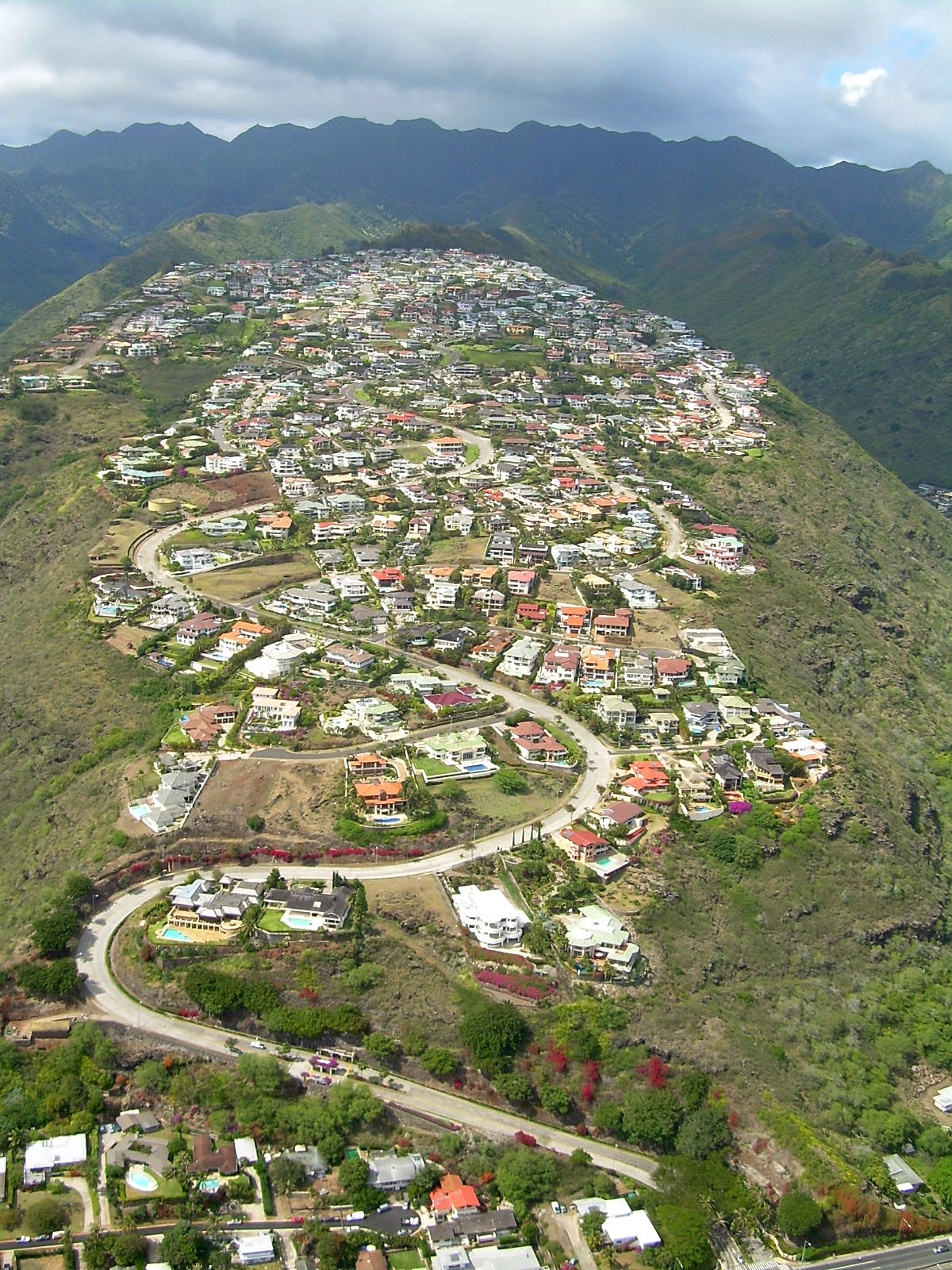
Puuikena Drive, la carretera principal que atraviesa Loa Ridge (2008)
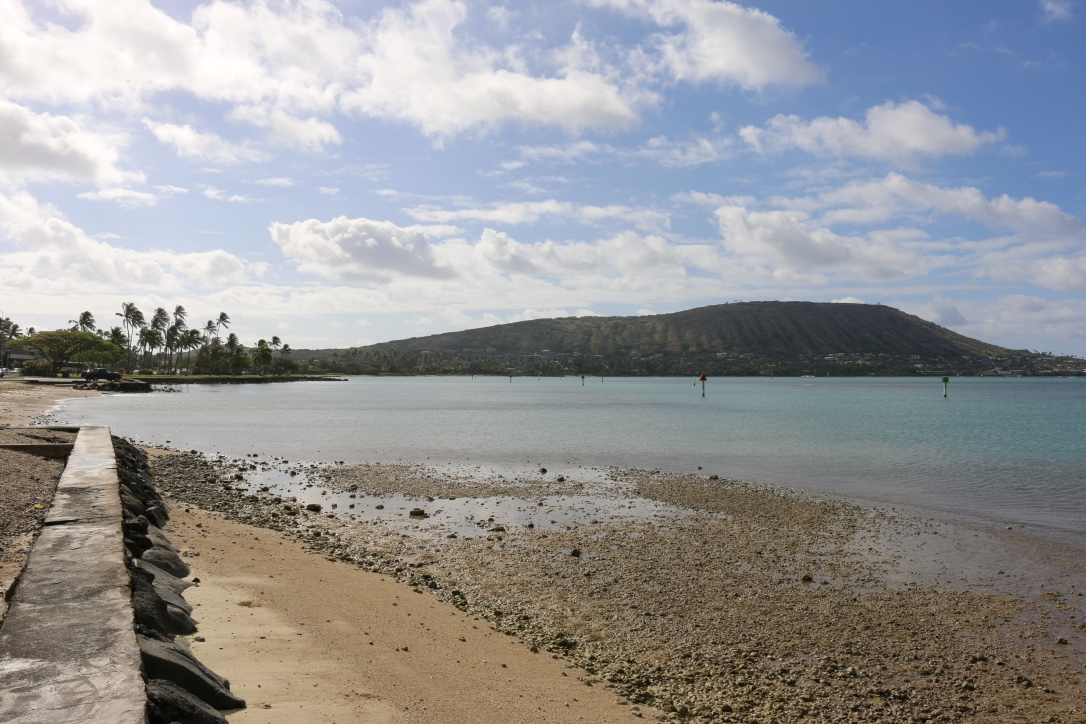
Vista de Portlock